# Vaulx (Pas-de-Calais)
Vaulx település Franciaországban, Pas-de-Calais megyében. Lakosainak száma 94 fő (2022. január 1.). Vaulx Quœux-Haut-Maînil, Auxi-le-Château, Buire-au-Bois, Gennes-Ivergny, Haravesnes és Le Ponchel községekkel határos.

## Népesség
A település népessége az elmúlt években az alábbi módon változott:
| Lakosok száma | 92   | 92   | 89   | 90   | 90   | 90   | 90   | 90   | 94   |
|               | 2013 | 2015 | 2016 | 2017 | 2018 | 2019 | 2020 | 2021 | 2022 |